# Orsanco
Orsanco is een gemeente in het Franse departement Pyrénées-Atlantiques (regio Nouvelle-Aquitaine) en telt 96 inwoners (2009). De plaats maakt deel uit van het arrondissement Bayonne.

## Geografie
De oppervlakte van Orsanco bedraagt 8,9 km², de bevolkingsdichtheid is dus 10,8 inwoners per km².
De onderstaande kaart toont de ligging van Orsanco met de belangrijkste infrastructuur en aangrenzende gemeenten.

## Demografie
Onderstaande figuur toont het verloop van het inwonertal (bron: INSEE-tellingen).